# 고비알타이고산밭쥐
고비알타이고산밭쥐(Alticola barakshin)는 비단털쥐과에 속하는 설치류의 일종이다. 중국과 몽골, 러시아에서 발견된다.